# Fluberget
Koordinaten: 58° 56′ 53,7″ N, 5° 38′ 10,6″ O

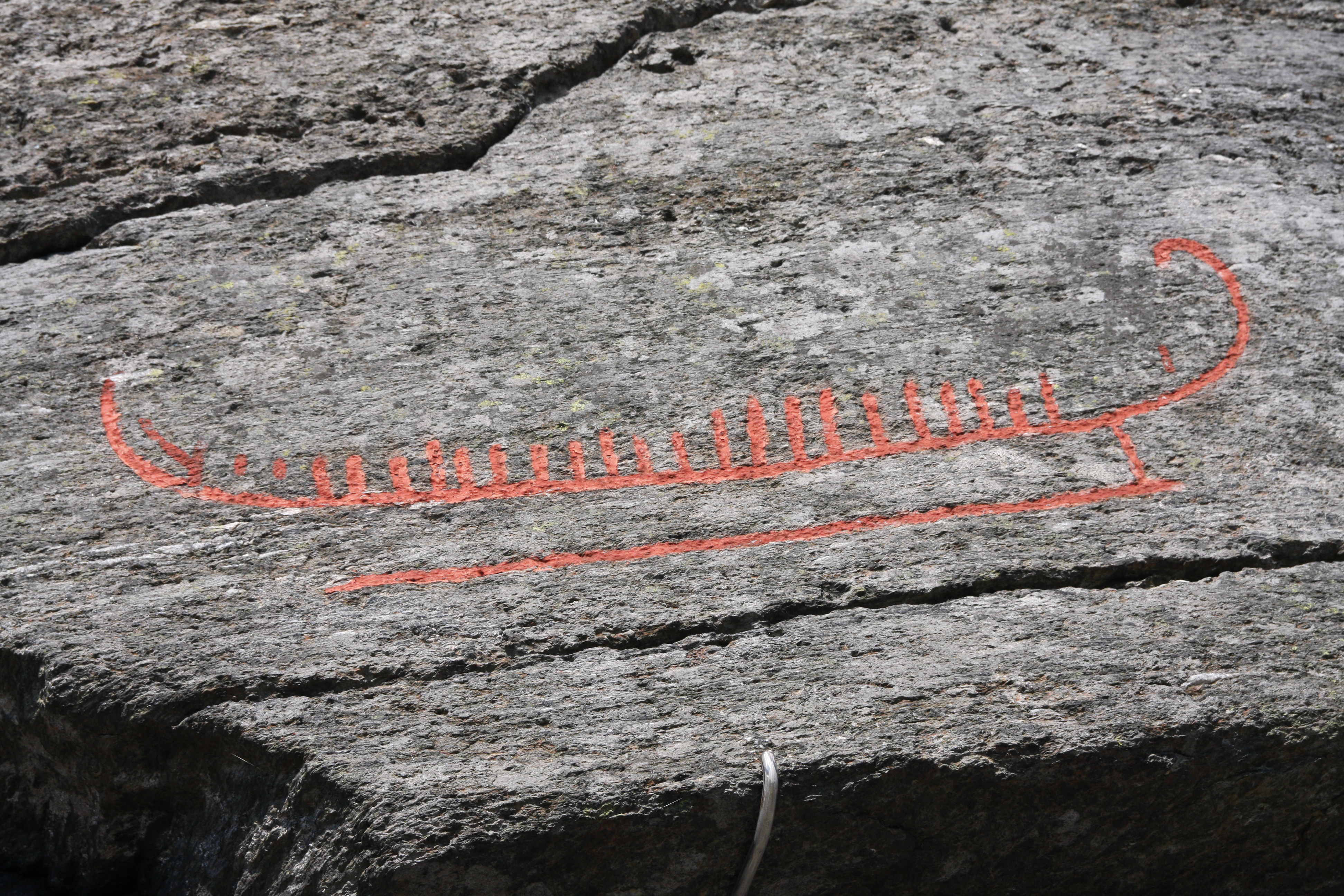
Felsritzung von Fluberget

Der Fluberget (norwegisch Fluberget) ist ein Felsen unweit des Hafrsfjordes in Sør-Sunde, bei Stavanger im Fylke Rogaland in Norwegen.
Bekannt ist der Fluberget vor allem bei Archäologen: Auf dem Felsen in Hestnes in der Nähe des Hafrsfjordes befinden sich die 1879 entdeckten bronzezeitlichen Felsritzungen vom Fluberget (Riksantikvarens ID Nr. 24610). Die Petroglyphen sind rot ausgemalt.